# Anshei Minsk
La Anshei Minsk (formalmente en inglés Beth Israel Anshei Minsk; informalmente the Minsk) es una sinagoga del barrio de Kensington Market de Toronto, Canadá. Fue fundada por inmigrantes judíos pobres provenientes del Imperio ruso (en su mayoría de Minsk) en 1912. El actual edificio del renacimiento bizantino fue terminado en 1930.
La congregación ha tenido sólo tres rabinos a tiempo completo: Meyer Levy (1916-1921), Meyer Zimmerman (1940-1954), y Shmuel Spero, quien se ha desempeñado desde 1988 hasta el presente. Es la única sinagoga ortodoxa en el centro de Toronto con un rabino de tiempo completo, y la única que tiene servicios diarios.